# Magnadyne
La Magnadyne Radio, nota semplicemente come Magnadyne, è stata un'azienda italiana produttrice di elettronica di consumo, di componenti elettronici e di elettrodomestici di Torino, controllata dalla holding finanziaria INFIN S.a.s., attiva dal 1928 al 1955, tra le maggiori del proprio settore a livello nazionale. Cessata di esistere come società, divenne un semplice marchio commerciale, che dopo il fallimento di INFIN nel 1972, passò sotto altre proprietà.

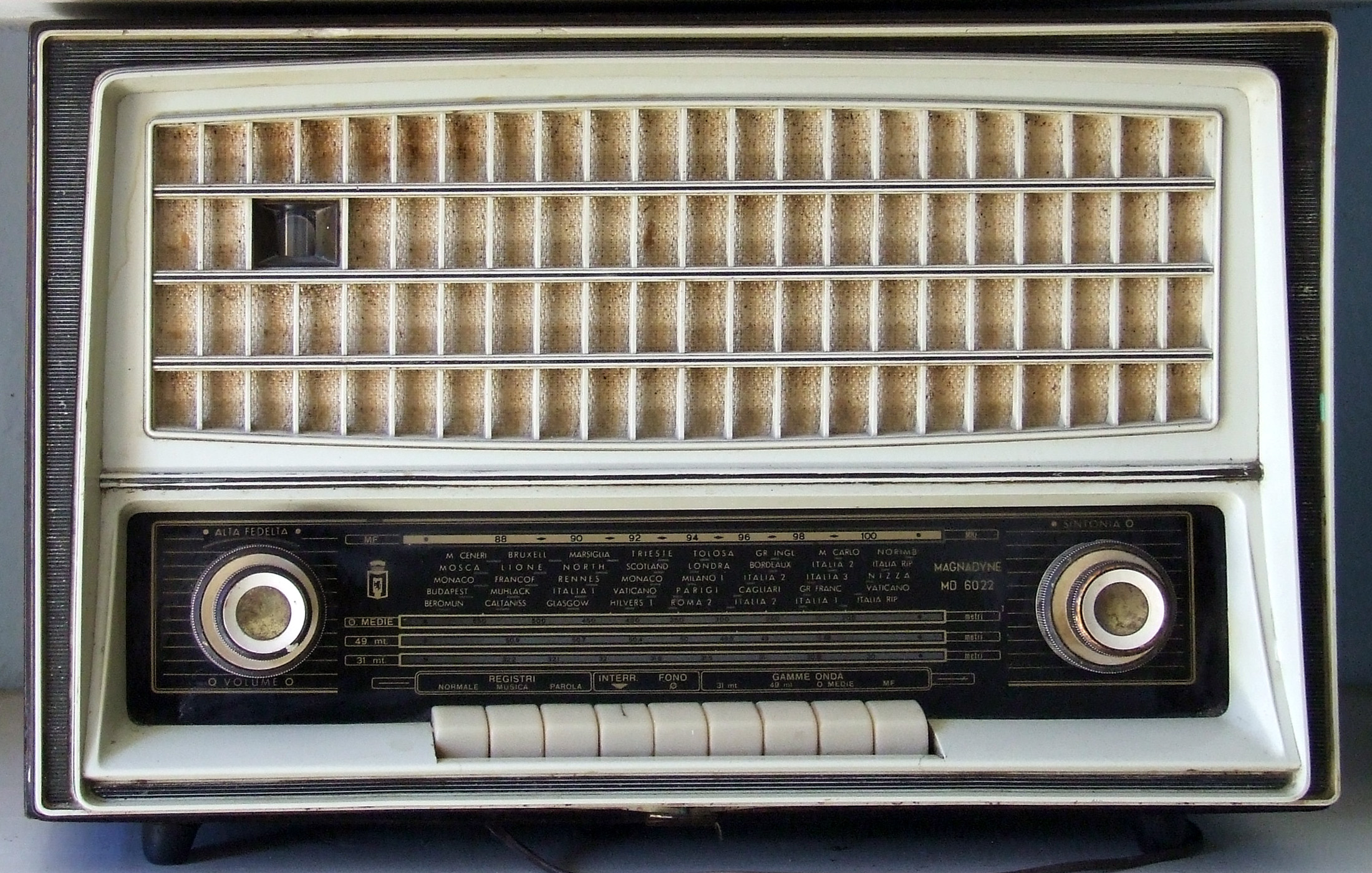
Apparecchio Magnadyne MD-6022, classificato "Alta Fedeltà" e dotato di un rudimentale equalizzatore con impostazioni predefinite (registri) per musica e parola.

## Storia

### La fondazione e il primo decennio di attività (1928-1939)
La ditta individuale Magnadyne Radio fu fondata nel 1928 a Torino su iniziativa dell'ing. Mario Pesce assieme al signor Paolo Dequarti in qualità di socio occulto, dal cambio di ragione sociale della Accumulatori Ohm, di proprietà dello stesso Pesce. L'oggetto della nuova società fu la costruzione di apparecchi radio, degli accumulatori elettrici e degli apparecchi frigoriferi. La sua sede legale venne fissata in via Sant'Ambrogio 8, nel quartiere torinese di Pozzo Strada, nell'immobile di proprietà del Pesce, ed accanto ad essa, al civico 10, sorgeva il capannone dove si svolgevano le sue attività, di proprietà del cavalier Candido Viberti. Al momento della sua costituzione, il numero di operai occupati era di 20 unità.
Lo sviluppo dell'azienda fu rapido ed i suoi prodotti superarono nelle vendite sul mercato italiano, aziende di dimensioni maggiori come CGE, FIMI-Phonola, Philips e Radiomarelli.
Nel 1931, prese parte per la prima volta ad un'esposizione fieristica, la III Mostra Nazionale della Radio di Milano, dove fu presentata la radio a quattro valvole M10. Tre anni più tardi, nel 1934, alla VI edizione della medesima mostra, Magnadyne prese parte all'esposizione di radioricevitori di tipo popolare, organizzata dall'Ente Radio Rurale e dal Consiglio Nazionale delle Ricerche, patrocinata dal Ministero delle comunicazioni, e vi presentò radioricevitori a tre, quattro e cinque valvole, e radiofonografi a quattro e cinque valvole. Il numero dei dipendenti occupati dalla ditta torinese arrivò a 300 unità nel 1936, e crebbe ulteriormente l'anno successivo, nel 1937, in cui Dequarti rilevò la S.A. ing. Clemente Diena & C., ditta produttrice di apparecchi telegrafici che occupava 61 persone e si trovava in via Avellino 6, in zona San Donato, la cui ragione sociale fu trasformata in Magnadyne S.A..
Gli apparecchi venivano prodotti interamente dalla ditta torinese, sia nella loro parte interna elettronica - ad eccezione delle valvole termoioniche fornite da terzi - che in quella esterna, ossia l'involucro realizzato in ebano. I criteri di produzione erano moderni, basati su quella industriale di serie su larga scala. Magnadyne, alla vigilia della Seconda guerra mondiale impiegava oltre 1.000 maestranze, e alla produzione dei radioricevitori e dei componenti elettronici si aggiunsero quelle delle autoradio e dei frigoriferi. Il primo modello di autoradio prodotto dalla Magnadyne, a quattro valvole, nel 1937 vinse un concorso indetto dal RACI.

### Il fonotelevisore TM20, l'uscita dalla società dell'ingegner Pesce e la guerra (1940-1945)
All'interno dello stabilimento Magnadyne di Pozzo Strada, operava un laboratorio di ricerche in cui i progettisti lavoravano allo sviluppo dei primi apparecchi televisivi, con 13 brevetti originali depositati sia in Italia che all'estero: nel 1940, alla XII Mostra Nazionale della Radio, la ditta torinese presentò il fonotelevisore TM20, interamente progettato dalla medesima, costruito all'interno di un elegante mobile in legno, con venti tubi termoionici (compreso quello a raggi catodici), schermo da 240x180 mm (11,8 pollici), e dotato di comandi per la regolazione del volume, del contrasto, della sintonia e della luminosità. In quello stesso anno, furono lanciati gli apparecchi radiofonici delle serie Eptaonda e Transcontinentale, dotati di sistema di ricezione fino a sette gamme d'onda e di dispositivo multitonal, ambedue sviluppati e brevettati da Magnadyne.
Nel 1941, il socio Dequarti rilevò le quote della società appartenenti all'ingegner Pesce, divenendone così l'unico proprietario. Durante il secondo conflitto mondiale, lo stabilimento torinese di via Sant'Ambrogio fu completamente distrutto nel novembre 1942, da un bombardamento aereo, e per questa ragione, l'attività industriale fu sospesa per qualche mese e poi ripresa a Sant'Antonino di Susa, in un locale affittato dal Cotonificio Valle di Susa.
Nel periodo 1943-45, essendo, per causa della guerra, l'attività produttiva limitatissima, la maggior parte delle maestranze fu adibita alla ricostruzione delle attrezzature distrutte ed all'allestimento di nuovi banchi di lavoro e di strumenti di collaudo.

### La ripresa del dopoguerra e la INFIN-Magnadyne (1946-1971)
Al termine del conflitto, la produzione, seppur in misura limitata, poté essere ripresa, con la realizzazione di componenti per radioricevitori. Nel 1948, di fronte a un rilancio delle vendite nel settore degli apparecchi radio, fu aperto a Torino un nuovo stabilimento in via Avellino 6, interamente dedicato alla produzione di componenti elettronici, dove fu trasferita anche la sede legale della società. Quattro anni più tardi, nel 1952, l'azienda avviò anche la produzione interna di valvole termoioniche.
Nel 1955, la Magnadyne Radio cessò di esistere come società, e di conseguenza marchio e attività confluirono nella holding INFIN S.a.s. di Dequarti & C., costituita due anni prima a Friburgo. Detta società, divenuta nota come INFIN-Magnadyne, le sue attività furono diversificate con la produzione dei televisori, dei cinescopi e delle lavatrici, e dal 1961, dei transistor. Gli apparecchi prodotti dalla INFIN-Magnadyne furono commercializzati anche con altri marchi, quali Belvis, Damaiter, Eterphon, Nova, Radioson, Raymond e Visiola.
Nel 1964, il Gruppo INFIN-Magnadyne contava circa 5.000 dipendenti - dei quali la metà impiegata nello stabilimento di Sant'Antonino e il resto nei tre stabilimenti di Torino e nelle sedi commerciali sparse in tutto il territorio italiano - e a partire da quell'anno accusò i primi segnali di crisi, dovuti principalmente all'aumento dei costi di produzione, al calo delle esportazioni e al calo delle vendite rateali degli apparecchi. La crisi dell'azienda piemontese andò aggravandosi successivamente: le attività industriali furono ridimensionate, come pure il numero degli addetti, ridotto a 3.300 nel 1970, e si ritrovò anche ad affrontare altri problemi, quali la crisi di liquidità, debiti per 2 miliardi di lire, sospensione dei crediti, e blocco degli approvvigionamenti di materiale da parte delle ditte subfornitrici.
Nel gennaio 1971, Dequarti fu sollecitato da Edoardo Calleri, presidente della Regione Piemonte, e da Carlo Donat-Cattin, ministro del lavoro, a chiedere l'ammissione alla procedura di amministrazione controllata per la sua azienda (le cui fabbriche erano occupate dagli operai), ma l'interessato, preoccupato che tale soluzione potesse condurre al fallimento, non fornì alcuna risposta al riguardo, ed il mese seguente, a febbraio, lo stesso governatore piemontese promosse la costituzione della SEIMART, allo scopo di assumere la gestione delle attività ed assorbire i lavoratori della INFIN-Magnadyne. Poco tempo dopo, Dequarti chiese ed ottenne nel mese di marzo l'ammissione di INFIN all'amministrazione controllata da parte del Tribunale di Torino, che nominò commissario giudiziale il dottor Piero Piccatti.

### Il fallimento di INFIN e il passaggio del marchio Magnadyne da SEIMART al Gruppo Sandretto (1972-1998)
SEIMART prese in affitto i quattro stabilimenti della INFIN-Magnadyne di Torino e Sant'Antonino di Susa, prese in carico i 2.000 operai che vi lavoravano, e alla scadenza del relativo contratto, nell'aprile 1972, avviò con la proprietà le trattative per acquistare le fabbriche e i macchinari. Dopo tre mesi, a luglio, le trattative tra Dequarti e la SEIMART fallirono a causa del mancato raggiungimento dell'accordo sul prezzo di cessione, per la quale SEIMART era disposta a versare 700 milioni di lire rispetto ai 3 miliardi richiesti da Dequarti. Il mancato accordo raggiunto tra le parti, provocò nuove agitazioni da parte delle maestranze (a rischio licenziamento da parte di SEIMART), che occuparono le fabbriche, e questa situazione indusse il prefetto di Torino, dottor Giuseppe Salerno, a emanare un decreto con il quale veniva disposta la requisizione degli impianti INFIN-Magnadyne e la ripresa delle attività produttive.
Nel novembre 1972, la sesta sezione fallimentare del Tribunale di Torino dichiarò fallita la INFIN, a seguito di rigetto da parte dei giudici della richiesta di ammissione al concordato preventivo presentata da Dequarti. All'origine della decisione, il grave dissesto finanziario rilevato durante la gestione commissariale del dottor Picatti, che convocò i creditori per la richiesta di Fallimento. Il debito accumulato da INFIN ammontava a 11 miliardi di lire. A seguito del fallimento del Gruppo di Dequarti, i beni materiali e immateriali posseduti dalle società controllate furono messi all'asta: nel novembre 1975, la SEIMART, attraverso una sua controllata Beta-Geri S.p.A., rilevò all'asta "senza incanto" lo stabilimento di Sant'Antonino di Susa, con i macchinari, i suoi 900 dipendenti e i marchi Magnadyne e Kennedy, per 750 milioni di lire. Un mese più tardi, a dicembre, SEIMART assieme a Magneti Marelli, costituì una nuova società, la SEIMART Elettronica S.p.A., con sede legale a Torino, in cui confluirono le attività produttive delle due aziende, con i marchi Magnadyne, Kennedy, LESA, Radiomarelli e West.
La SEIMART Elettronica, che poco tempo dopo assunse la ragione sociale ELCIT Elettronica Civile S.r.l., era la quarta azienda italiana produttrice di elettronica di consumo e nel 1978 produsse 26.000 televisori e possedeva una quota di mercato del 2,3%. L'industria elettronica in Italia, nel periodo compreso tra la fine degli anni settanta e l'inizio degli anni ottanta, era in grave crisi a causa di ritardi tecnologici e dell'aggressiva concorrenza dei produttori stranieri, e perciò nel 1982 il Ministero dell'industria istituì la REL, una società finanziaria creata allo scopo di risanare le aziende del settore: ELCIT, che a quell'anno aveva realizzato un fatturato di 33 miliardi di lire e contava 630 dipendenti nello stabilimento valsusino, fu esclusa dall'intervento della REL, poiché essendo controllata da GEPI di fatto era in mano pubblica. Oltre ai televisori con i marchi Magnadyne e Radiomarelli, ELCIT produceva anche monitor da computer per Olivetti e altre aziende informatiche. Per buona parte degli anni ottanta, le attività ebbero un discreto andamento commerciale, nonostante le ristrettezze tecnologiche a disposizione.
I modesti livelli di redditività registrati dalla ELCIT, indussero la GEPI ad avviare nel maggio 1990 la procedura di liquidazione per l'azienda e per i suoi dipendenti, ridotti ad appena 287 unità. Il mese seguente, a giugno, la procedura di liquidazione venne sospesa dalla GEPI, a seguito della mediazione operata dal sindaco di Sant'Antonino Val di Susa, e si optò per la concessione della cassa integrazione ai dipendenti. Nel maggio 1991, ELCIT venne privatizzata con la cessione alla Sandretto, nota azienda piemontese produttrice di presse a iniezione, ma al contempo 115 dipendenti furono messi in esubero in ottemperanza agli accordi presi tra la GEPI e l'acquirente.
La nuova proprietà fece grossi investimenti per rilanciare e diversificare la produzione, ma ciò nonostante si registrarono troppe difficoltà a competere sul mercato, ormai caratterizzato dalla aggressiva concorrenza dei prodotti asiatici e turchi. Così, nel 1997, l'83% del personale venne posto in cassa integrazione. Nel 1998, in assenza di misure per proseguire il naturale corso delle attività, l'azienda chiuse definitivamente, licenziando in tronco i circa 100 dipendenti rimasti nello stabilimento di Sant'Antonino di Susa, che venne dismesso parallelamente alla scomparsa dal mercato del marchio Magnadyne.

### La breve rinascita del marchio Magnadyne (2014-2018)
La Twenty S.p.A. di Como, azienda specializzata nella commercializzazione di grandi e piccoli elettrodomestici, ha acquistato, nel corso del 2014, il marchio Magnadyne, con il proposito di rilanciarlo a livello internazionale. Nel 2016-17, la stessa società inizia la distribuzione di una gamma completa di televisori a tecnologia LED nei formati da 32 e 40 pollici, realizzati nei paesi asiatici conto terzi ma con l'obbiettivo di assemblarli in prospettiva parzialmente in Italia.  Poco dopo, viene presentata anche una linea di accessori e di piccoli elettrodomestici importati per la casa e griffati Magnadyne.
La società nel maggio 2017 diviene Sèleco S.p.A. dopo aver acquistato il marchio della storica azienda friulana. L'azienda, andata poco tempo dopo in crisi, fallisce nel 2019.

## Sponsorizzazioni
Nella stagione calcistica 2016-17, Magnadyne è stata sponsor di retromaglia dell'Udinese in Serie A e co-sponsor della SPAL in Serie B.